# Петров Валентин Захарович
Петров Валентин Захарович (16 липня 1946, Потсдам) — радянський український організатор кіновиробництва.

## Біографічні відомості
Народився 16 липня 1946 року у м. Потсдамі (Німеччина). Закінчив Київський інститут народного господарства (1970) та Вищі курси кінопродюсерів при Київській кіностудії ім. О. П. Довженка (1971).
Працював директором кінокартини на студії «Київнаукфільм» (1983—1988), директором художніх програм студії «Укртелефільм» (1988—1990).
З 1995 р. — головний продюсер ТОВ «Телемовної мережі України УНІКА».
Брав участь у створенні фільмів: «Мустанг-іноходець» (1975, у співавт.), «Ведмежа» (1981, реж. В Прокопенко), «Останній доказ королів» (1983), «Розповідь барабанщика» (1985), «Запорожець за Дунаєм» (1986, фільм-опера, реж. Ю. Суярко), «Випробувачі» (1987, реж. О. Бійма) та ін.
Член Національної спілки кінематографістів України.